# Karen Joy Fowler

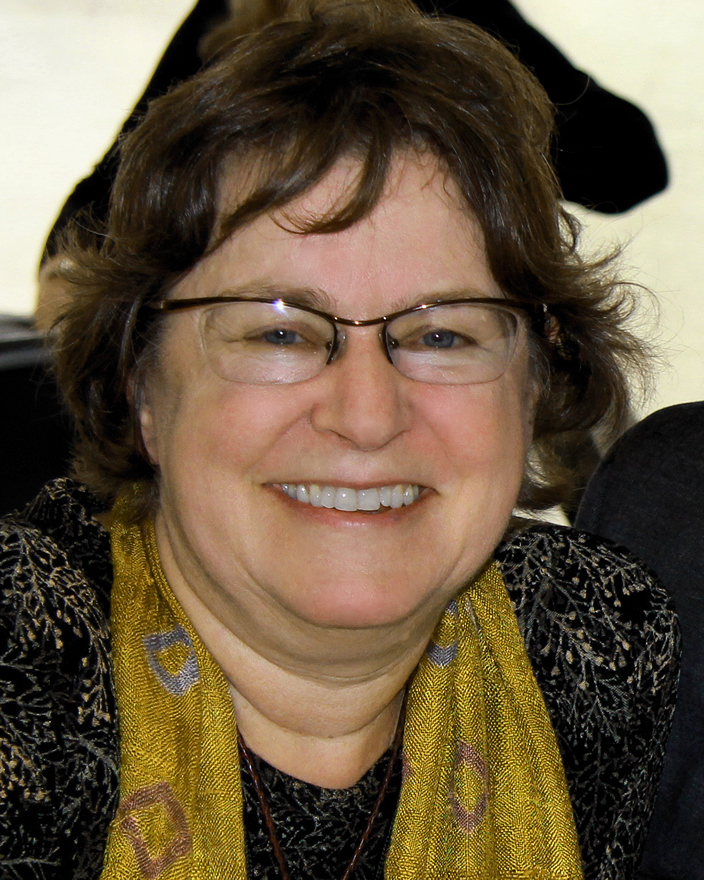
Karen Joy Fowler (2013)

Karen Joy Fowler (geboren als Karen Joy Burke am 7. Februar 1950 in Bloomington, Indiana) ist eine amerikanische Schriftstellerin. Ihr bekanntestes Buch ist der auch verfilmte Roman Der Jane Austen Club. Ihre Werke, in denen Unsicherheit und Entfremdung eine große Rolle spielen, bewegen sich oft im Grenzbereich von Realismus und Phantastik.

## Leben
Als Burke 11 Jahre alt war, zog die Familie nach Palo Alto in Kalifornien, wo sie die High School besuchte. Sie studierte ab 1968 asiatische Kultur und politische Wissenschaften an der University of California in Berkeley, wo sie 1972 den Bachelor in Politologie erwarb, an der State University of New York in Albany und an der University of California in Davis, wo sie 1974 mit dem Master abschloss. 1972 hatte sie Hugh Sterling Fowler II geheiratet. Sie erlebte die politischen Konfrontationen in ihrer Studienzeit mit, etwa die im People’s Park in Berkeley 1969, und war als Gegnerin des Vietnamkrieges politisch aktiv.
Fowler hatte an der Universität Kurse für Kreatives Schreiben bei Kim Stanley Robinson belegt, verfolgte aber zunächst eine Laufbahn als Tänzerin und arbeitete zeitweise als Ballettlehrerin.
Ihre erste Science-Fiction-Erzählung erschien 1985 in der von Algis Budrys herausgegebenen Anthologie L Ron Hubbard Presents Writers of the Future, Vol I. Aufmerksamkeit erregte dann vor allem der Erzählungsband Artificial Things (1986), aufgrund dessen sie 1987 mit dem John W. Campbell Award als beste neue SF-Autorin ausgezeichnet wurde. 1991 erschien Fowlers erster Roman Sarah Canary. Die Titelfigur ist eine schwarzgekleidete, fremdartige Frau, die 1873 in einem Camp von Eisenbahnarbeitern im Washington-Territorium an der Nordwestküste auftaucht. Der Chinese Chin Ah Kin wird von seinem Onkel angewiesen, die „hässliche Frau“ wegzubringen, wird dabei aber in eine Reihe von Abenteuern verwickelt. Sarah Canary, so genannt, da sie nur zwitschernde Laute von sich gibt, bleibt mysteriös und es wird nicht klar, wer oder was sie ist. Vielleicht ist sie ein Alien. John Clute nannte Sarah Canary „den bisher vielleicht besten Roman über einen Erstkontakt“.
1991 rief Fowler zusammen mit Pat Murphy im Rahmen der Science-Fiction-Convention WisCon den James Tiptree, Jr. Award ins Leben. Der Preis ist nach James Tiptree junior benannt, dem Pseudonym und männlichen Alter Ego von Alice B. Sheldon, und soll Science-Fiction-Werke auszeichnen, die Geschlechterrollen in einer interessanten und innovative Weise abbilden.
2004 veröffentlichte Fowler den Roman The Jane Austen Club (deutsch als Der Jane Austen Club), ihr bislang bekanntestes Werk. In dem Roman treffen sich fünf Frauen und ein Mann, um über die Romane Jane Austens zu sprechen. Da Austen sechs Romane geschrieben hat, übernimmt jede der sechs Hauptfiguren einen der Romane und damit eine Facette Austens. Analog zu den Themen Austens erleben Fowlers Figuren Ehekrisen, Affären, Mesalliancen und Beziehungen zwischen Liebe und Tändelei. Das Ganze ist gespickt mit Anspielungen und Bezugnahmen auf Austen.
Der Film Der Jane Austen Club (USA 2007, Regie: Robin Swicord) übernimmt Konstellation und Figuren des Romans, ist aber keine Verfilmung des Romans. Fowler fand den Film zwar „nicht mein Buch“, aber dennoch klug und unterhaltsam.
2007 war Fowler Dozentin des Clarion Workshops für angehende Science-Fiction-Autoren in San Diego. Sie ist seither Vorsitzende des Stiftungsrats der Clarion Foundation.
Fowler hat zwei erwachsene Kinder, einen Sohn und eine Tochter, und lebt mit ihrem Mann in Santa Cruz in Kalifornien.

## Auszeichnungen
- 1987: John W. Campbell Award for Best New Writer in Science Fiction
- 1999: World Fantasy Award für die Sammlung Black Glass
- 2001: Nominierung für den PEN/Faulkner Award für den Roman Sister Noon
- 2004: Nebula Award für die Kurzgeschichte What I Didn’t See
- 2008: Nebula Award für die Kurzgeschichte Always
- 2010: World Fantasy Award für die Kurzgeschichte The Pelican Bar
- 2010: Shirley Jackson Award für die Kurzgeschichte The Pelican Bar
- 2011: World Fantasy Award für die Sammlung What I Didn’t See and Other Stories
- 2011: Thomas D. Clareson Award als Mitglied des Tiptree Motherboard, zusammen mit Debbie Notkin, Ellen Klages, Jeanne Gomoll, Jeff Smith und Pat Murphy
- 2014: PEN/Faulkner Award und Nominierung für den Man Booker Prize für den Roman We Are All Completely Beside Ourselves

## Bibliografie
Romane
- Sarah Canary (1991)
  - Deutsch: Sarah Canary. Übersetzt von Uda Strätling. Kabel, Hamburg 1993, ISBN 3-8225-0237-5. Auch als: Goldmann #41477, 1996, ISBN 3-442-41477-6. Auch als: Das Geheimnis der Sarah Canary. Goldman Manhattan #54254, 2008, ISBN  978-3-442-54254-3.
- The Sweetheart Season (1996)
- Sister Noon (2001)
- The Jane Austen Book Club (2004)
  - Deutsch: Der Jane Austen Club. Übersetzt von Marcus Ingendaay. Goldmann, 2005, ISBN 978-3-442-54611-4. Auch als: Goldmann #54246, 2007, ISBN 3-442-54246-4.
- Wit’s End (2008, auch als The Case of the Imaginary Detective)
- We Are All Completely Beside Ourselves (2013)
  - Deutsch: Die fabelhaften Schwestern der Familie Cooke. Übersetzt von Marcus Ingendaay. Manhattan, München 2015, ISBN 978-3-442-54737-1. Auch als: Goldmann #48438, 2016, ISBN 978-3-442-48438-6.
- Booth. Serpent’s Tail, London 2022, ISBN 978-1-80081-272-7.

Sammlungen
- Artificial Things (1986)
  - Deutsch: Künstliche Dinge. Heyne Science Fiction & Fantasy #4821, 1991, ISBN 3-453-05010-X.
- Peripheral Vision (1990)
- Black Glass (1998)
- What I Didn’t See and Other Stories (2010)
- The Science of Herself plus … (2013)

Anthologien
- MOTA 3: Courage (2003)
- 80! Memories & Reflections on Ursula K. Le Guin (2010, mit Debbie Notkin, Festschrift zum 80. Geburtstag von Ursula K. Le Guin)
- The Best American Science Fiction and Fantasy 2016 (2016)

The James Tiptree Award Anthology (mit Pat Murphy, Debbie Notkin und Jeffrey D. Smith)
- The James Tiptree Award Anthology 1 (2005)
- The James Tiptree Award Anthology 2 (2006)
- The James Tiptree Award Anthology 3 (2007)

Kurzgeschichten
- Praxis (1985)
  - Deutsch: Praxis. In: Künstliche Dinge. 1991.
- Recalling Cinderella (1985)
  - Deutsch: Erinnerungen an Aschenputtel. Übersetzt von Elke Rohwedder. In: H. J. Alpers (Hrsg.): Die Sterne sind weiblich. Moewig Science Fiction #3874, 1989, ISBN 3-8118-3874-1. Auch als: Rückrufaktion für Cinderella. Übersetzt von Peter Robert. In: Künstliche Dinge. 1991.
- The Poplar Street Study (1985)
  - Deutsch: Das Poplar Street-Experiment. In: Künstliche Dinge. 1991.
- The Lake Was Full of Artificial Things (1985)
  - Deutsch: Der See war voller künstlicher Dinge.

Zärtlich war die Zukunft: Liebesgeschichten aus der Welt von morgen    1989-02-00§ed. Karl Michael Armer, Michael Nagula§Luchterhand (Sammlung Luchterhand #822)§3-630-61822-7 1989.
- - Deutsch: Der See war voller künstlicher Dinge. Übersetzt von Peter Robert. In: Künstliche Dinge. 1991.
- The War of the Roses (1985)
  - Deutsch: Der Rosenkrieg. In: Künstliche Dinge. 1991.
- Contention (1986)
  - Deutsch: Rekorde. In: Künstliche Dinge. 1991.
- Other Planes (1986)
  - Deutsch: Andere Ebenen. In: Wolfgang Jeschke (Hrsg.): Papa Godzilla. Heyne Science Fiction & Fantasy #4560, 1989, ISBN 3-453-03152-0. Auch in: Künstliche Dinge. 1991.
- The Bog People (1986)
  - Deutsch: Die Moormenschen. In: Künstliche Dinge. 1991.
- The Gate of Ghosts (1986)
  - Deutsch: Das Geistertor. In: Wolfgang Jeschke (Hrsg.): Wassermans Roboter. Heyne Science Fiction & Fantasy #4513, 1988, ISBN 3-453-02768-X. Auch in: Künstliche Dinge. 1991.
- The Bog People (1986)
- The View from Venus (1986)
  - Deutsch: Der Blick von der Venus. In: Künstliche Dinge. 1991.
- Wild Boys: Variations on a Theme (1986)
  - Deutsch: Wilde Jungs: Variationen über ein Thema. In: Künstliche Dinge. 1991.
- The Dragon’s Head (1986)
  - Deutsch: Der Kopf des Drachen. In: Künstliche Dinge. 1991.
- Face Value (1986)
  - Deutsch: Das wahre Gesicht der Dinge. Übersetzt von Irene Bonhorst. In: Wolfgang Jeschke (Hrsg.): Second Hand Planet. Heyne Science Fiction & Fantasy #4470, 1988, ISBN 3-453-00995-9. Auch als: Der Preis des Gesichts. Übersetzt von Peter Robert. In: Künstliche Dinge. 1991.
- Letters from Home (1987)
- The Faithful Companion at Forty (1987)
  - Deutsch: Ein Mensch mit Seltenheitswert. In: Wolfgang Jeschke (Hrsg.): Heyne Science Fiction Jahresband 1989. Heyne Science Fiction & Fantasy #4570, 1989, ISBN 3-453-03148-2.
- Heartland (1988)
- Lily Red (1988)
  - Deutsch: Lily rot. In: Wolfgang Jeschke (Hrsg.): Mondaugen. Heyne Science Fiction & Fantasy #4660, 1990, ISBN 3-453-03914-9.
- Game Night at the Fox & Goose (1989)
- Faded Roses (1989)
- Duplicity (1989)
  - Deutsch: Duplizität. In: Wolfgang Jeschke (Hrsg.): Das Blei der Zeit. Heyne Science Fiction & Fantasy #4803, 1991, ISBN 3-453-04996-9.
- Lieserl (1990)
  - Deutsch: Lieserl. In: Friedel Wahren (Hrsg.): Isaac Asimov’s Science Fiction Magazin 39. Folge. Heyne Science Fiction & Fantasy #4906, 1992, ISBN 3-453-05830-5.
- The Night Wolf (1990)
- Sarah Canary and the Mermaid (1990)
- Sarah Canary (excerpt) (1991)
- Black Glass (1991)
- The Dark (1991)
  - Deutsch: Im Dunkel. In: Wolfgang Jeschke (Hrsg.): Die Pilotin. Heyne Science Fiction & Fantasy #5160, 1994, ISBN 3-453-07775-X.
- The Brew (1995)
- Shimabara (1995)
- The Elizabeth Complex (1996)
- The Queen of Hearts and Swords (1996)
- The Marianas Islands (1996)
- The Reef Builders (1997, mit Maureen F. McHugh, Rosaleen Love und Terry Bisson)
- The Black Fairy’s Curse (1997)
- Standing Room Only (1997)
- Go Back (1998)
- The Travails (1998)
- What I Didn’t See (2002)
- The Further Adventures of the Invisible Man (2002)
- Private Grave 9 (2003)
- King Rat (2003)
- Familiar Birds (2006)
- Always (2007)
- The Last Worders (2007)
- The Pelican Bar (2009)
- Halfway People (2010)
- Booth’s Ghost (2010)
- Younger Women (2011)
- The Science of Herself (2013)
- Nanny Anne and the Christmas Story (2013)
- Persephone of the Crows (2017)